# 保岡嶺南
保岡 嶺南（やすおか れいなん、享和元年（1801年） - 慶応4年6月23日（1868年8月11日））は、江戸時代後期の儒者。諱は孚（まこと）、字は元吉。

## 生涯
父の名は高石亭、武蔵国川越に生まれる。幼くして孤となり川越藩医・保岡貞三の養子となる。初め英碩（えいせき）と称する（嶺南は号である）。
川越藩が藩士の教学体制を強化し、文政4年（1821年）に京から長野豊山（中山竹山の門弟であった）を藩儒に迎えたが、病気がちで講釈を休む日が多く、その代講として門弟の中から豊山が藩きっての英才として推挙したのが嶺南であった。それまで医学の道を志していた嶺南は儒者の道を歩むことになった。嶺南23歳であった。
文政10年（1827年）7月、川越城西大手門北側に講学所（藩校）の博喩堂が開設されると、その教授に嶺南が指名された。天保6年（1835年）、川越藩の江戸藩邸詰となり、江戸で尾藤多蔵や坪井秀義などの門に学ぶ一方、川越藩の江戸講学所で活躍した。天保15年（1844年）、「好学の名君」と謳われた藩主・松平斉典の命により頼山陽の『日本外史』の校訂に携りこれを出版。この藩校博喩堂版『校刻日本外史』（『川越版日本外史』）全22冊は14版を重ねるほど爆発的に売れ、偽版まで現れるほどであった。各藩の藩校では競ってこの日本外史を所蔵した。嶺南は中国史ばかりを重視し日本史を軽視する学者に反発、多くの士民に日本史を読んでもらう狙いであった。本書によって嶺南の名は日本全国に広まった。
慶応2年（1866年）、川越藩主の越前松平家の上野国前橋藩移封に際し、職を辞し、江戸に出て随翁と号して私塾を開設した。諸藩の武士が競って教えを請い、常に門前市をなしたという。慶応4年（1866年）6月23日、江戸で没する。享年68。死の数日前までの日記が現存している。

## 著作
- 『孫子読本』
- 『寒斎詩集』
- 『近仙居乱稿』
- 『保岡嶺南父子文稿』